# Alandi
Alandi är en ort i Indien.   Den ligger i distriktet Pune och delstaten Maharashtra, i den sydvästra delen av landet, 1 200 km söder om huvudstaden New Delhi. Alandi ligger 572 meter över havet och antalet invånare är 21 383.
Terrängen runt Alandi är platt. Runt Alandi är det tätbefolkat, med 530 invånare per kvadratkilometer. Närmaste större samhälle är Pimpri, 11,4 km sydväst om Alandi. Trakten runt Alandi består till största delen av jordbruksmark.